# アフリカの死語の一覧
アフリカの死語の一覧（アフリカのしごのいちらん）では、アフリカの言語のうち死語となったものを一覧にする。ここでの「死語」とは、すでに絶滅しており母語話者がいない言語を指す。

## アルジェリア
- ヌミディア語（英語版）

## アンゴラ
- クワディ語

## ウガンダ
- シンガ語（英語版）
- ニャンギ語（英語版）

## エジプト
- エジプト語
- ヌビア語

## エチオピア
- ウェイトー語（英語版）
- ガファト語（英語版）
- ゲエズ語
- メスメス語（英語版）

## エリトリア
- ゲエズ語

## カメルーン
- ドゥリ語（英語版）
- ゲイ語（英語版）
- ナグミ語（英語版）
- イェニ語（英語版）

## ギニア
- バガ語（英語版）

## ケニア
- エルモロ語
- オモティク語（英語版）
- コレ語（英語版）

## コートジボワール
- エスマ語（英語版）

## コンゴ民主共和国
- ングベー語（英語版）

## スーダン
- グレ語（英語版）
- 古ヌビア語
- トゴヨ語（英語版）
- トロナ語（英語版）
- ビルギッド語（英語版）
- ベイゴ語（英語版）
- ベルティ語（英語版）
- ホマ語（英語版）
- メロエ語
- モロコド語（英語版）

## タンザニア
- クワドザ語（英語版）
- ンガサ語（英語版）

## チャド
- ホロ語（英語版）
- ムスクム語（英語版）

## チュニジア
- アフリカロマンス語（英語版）
- ヴァンダル語（英語版）
- セネド語
- 地中海共通語（英語版）
- プニック語（英語版）

## ナイジェリア
- アウヨカワ語（英語版）
- アジャワ語（英語版）
- ガモ・ニンギ語（英語版）
- クパティ語（英語版）
- クビ語（英語版）
- テシェナワ語（英語版）
- バサ・グムナ語（英語版）
- マワ語 (ナイジェリア)（英語版）

## 南アフリカ
- ケグウィ語（英語版）
- カム語
- ヴァール・オレンジ語（英語版）